# Emil Schmid (Oberamtmann)
Emil Ernst Schmid (* 10. März 1873 in Friedrichstal (Baiersbronn); † 27. Dezember 1938 in Tübingen) war ein württembergischer Oberamtmann.

## Leben
Als Sohn eines Hüttenkassierers und Rechnungsrats geboren, studierte Schmid Rechtswissenschaften in Tübingen. Während seines Studiums wurde er 1892 Mitglied der Verbindung Normannia Tübingen. Nach seinen Examen 1896 und 1898 ging er 1899 in die württembergische Innenverwaltung und war 1902 Amtmann beim Oberamt Horb. 1902 wurde er beurlaubt und als Polizeikommissär zum Stadtpolizeiamt Stuttgart abgestellt. 1905 wurde er Amtmann beim Oberamt Ravensburg und dann weiterverwendet bei der Stadtdirektion Stuttgart, wo er 1907 Amtmann wurde. 1913 wurde er planmäßiger Assessor mit dem Titel Oberamtmann am Oberamt Heilbronn. 1916 wurde er Oberamtmann und Oberamtsvorstand im Oberamt Neresheim. 1919 war er Amtsverweser und Oberamtsvorstand im Oberamt Schorndorf. 1924 wurde er Polizeidirektor in Ulm. Obwohl er nicht in die NSDAP eintrat, wurde er 1933 Oberregierungsrat. 1938 ging er in den Ruhestand.